# El gato en el sombrero viene de nuevo
El gato en el sombrero viene de nuevo es un libro para niños escrito e ilustrado por el autor Dr. Seuss y publicado por Random House en 1958. El libro es una secuela de El gato en el sombrero.

## Trama
Una vez más, la madre ha dejado a Salome y su hermano Coralo solos durante el día, pero esta vez, se les dice que deben eliminar una enorme cantidad de nieve, mientras ella está fuera. Mientras trabajan, el Gato aparece comiendo una torta en la bañera con el agua corriendo, mojando el piso, y deja un residuo de color rosa. Los intentos para limpiarlo fallan, ya que solo consiguen transferir el problema a otros lugares, incluyendo un vestido, la pared, un par de zapatos de diez dólares, una alfombra, la cama, y luego al exterior de la casa, generándose un desorden. El Gato revela al Pequeño gato A quien está descansando dentro de su sombrero. A su vez, Pequeño gato A se quita el sombrero para revelar a Pequeño gato B, que revela al Pequeño gato C, y así sucesivamente. A continuación, tiene lugar la guerra entre el desorden y el Pequeño gato A a través de Pequeño gato V, que utilizan un arsenal de armas primitivas, incluyendo pistolas de pop, murciélagos, y una cortadora de césped. Desafortunadamente, la primera batalla para eliminar al desastre solo lo hace cubrir todo el terreno. Pequeño gato V, W, X, y Y , se quitan el sombrero para descubrir microscópico Pequeño gato Z, quien al quitarse su sombrero y aparece una sapa. Que limpia el patio de atrás y pone a todos los otros gatos pequeños lindos de nuevo en el sombrero del Gato grande. El Gato se va, con la promesa de que regresará algún día, y traerá a todos sus gatos pequeños. El libro termina en un estallido de versificación extravagante, con la lista completa de los gatos pequeños ordenados alfabéticamente realizando rimas métricamente perfectas organizadas en cuartetas, diseñadas para enseñar a los lectores del Alfabeto,A,B,C,D.
- Datos: Q3795581